# Aphronorus
Aphronorus is een geslacht van uitgestorven zoogdieren uit de Pentacodontidae die tijdens het Paleoceen in Noord-Amerika leefden.

## Fossiele vondsten
Fossielen van Aphronorus zijn gevonden in de Amerikaanse staten Montana, Utah en Wyoming. De vondsten dateren uit de North American Land Mammal Ages Torrejonian en Tiffanian. 

## Kenmerken
Delen van skelet, te weten voor- en achterpoten, bekken, delen van de wervelkolom en de schedel, van de soort Aphronorus orieli zijn bekend en daarmee is het van alle soorten uit de Pentacodontidae degene waarvan de lichaamsbouw het best bekend is. Het skelet wijst er op dat Aphronorus leek op de hedendaagse solenodons, insectivoren die voorkomen op de Grote Antillen met een schedel die zo groot was als die van een egel met een langwerpige snuit, relatief lange poten en een robuust gebouwd lichaam met een sterke wervelkolom. Het lichaamsgewicht wordt geschat op 500 tot 1000 gram. Aphronorus had aanpassingen om te graven. Waarschijnlijk had het een vergelijkbare leefwijze als de solenodons en voedde Aphronorus zijn met name met insecten en andere ongewervelden. 